# Bát đoạn cẩm

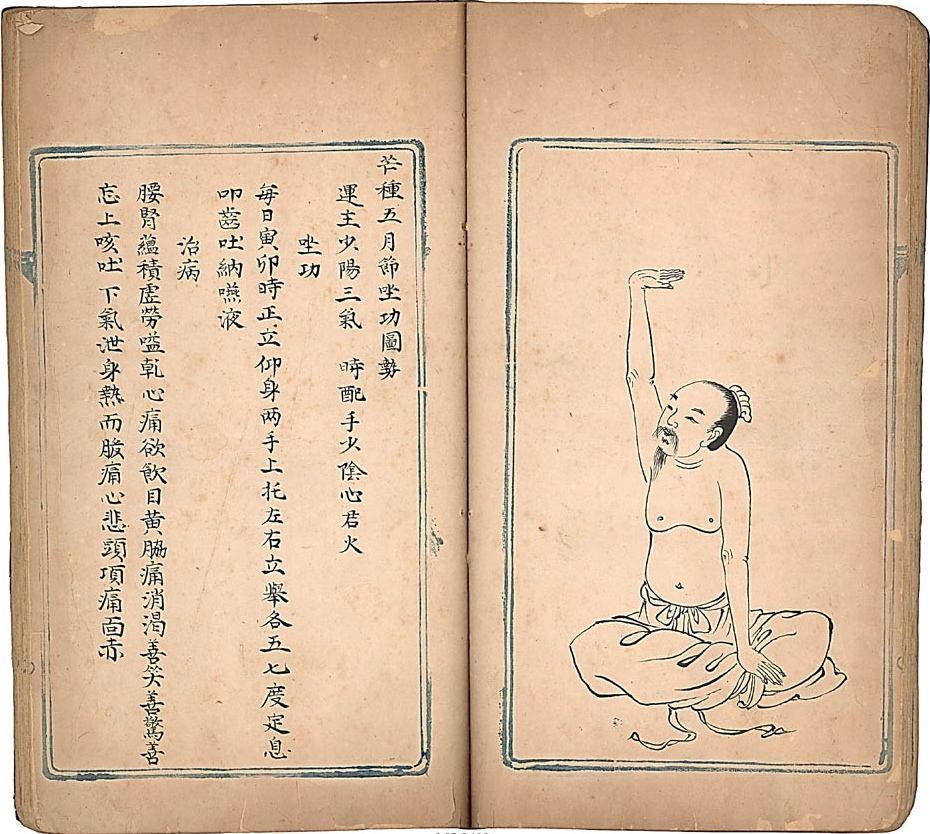
Đệ tam đoạn cẩm: Điều Lý Tỳ Vị Đơn Cử Thủ

Bát đoạn cẩm (八段錦) là tác phẩm của Đạo gia nhằm luyện dưỡng thân thể (tức thuộc phép đạo dẫn).

## Nội dung

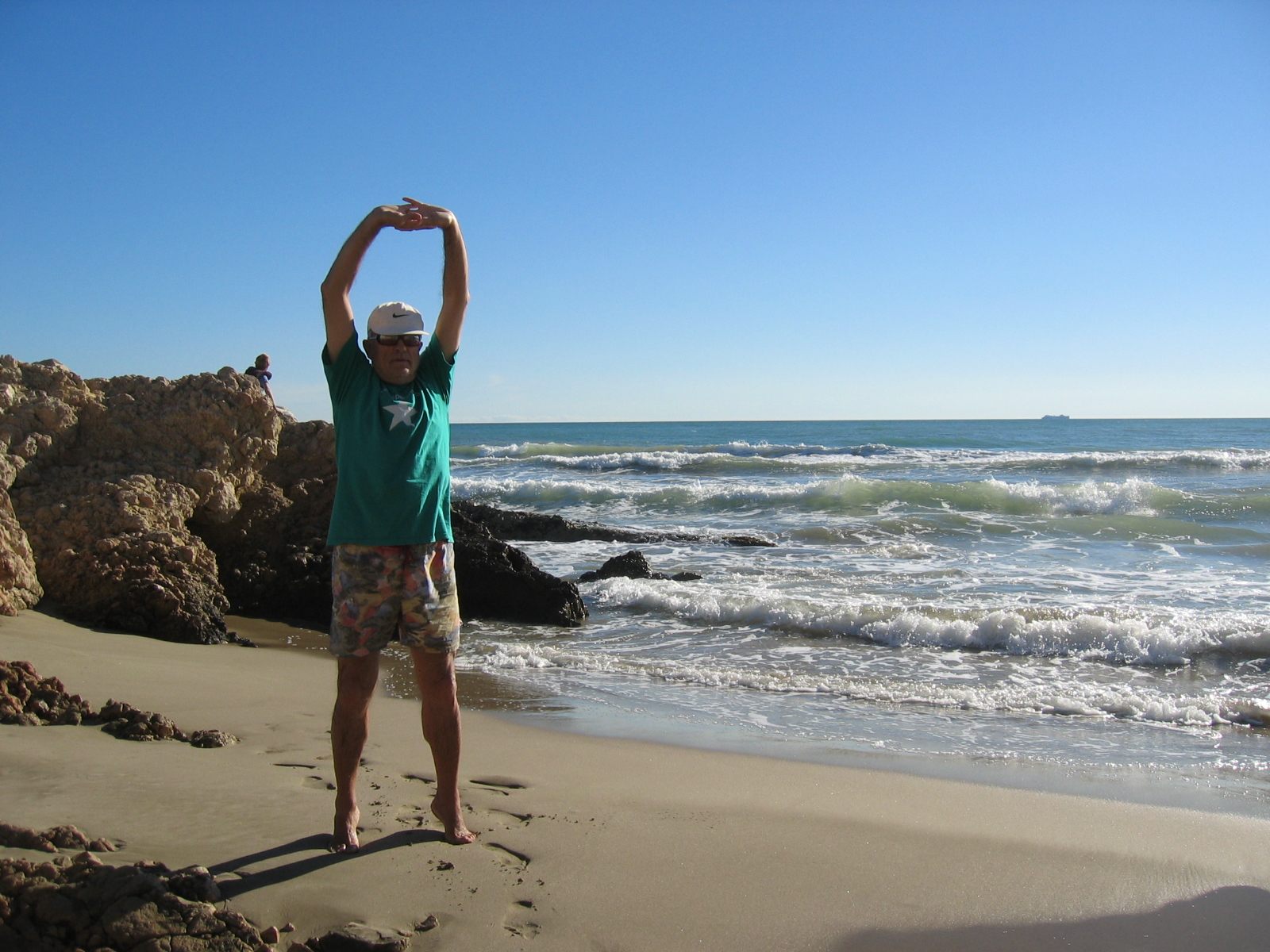
Đệ nhất Đoạn Cẩm: Lưỡng Thủ Kình Thiên Lý Tam Tiêu: Hai tay chống trời trị liệu Tam Tiêu
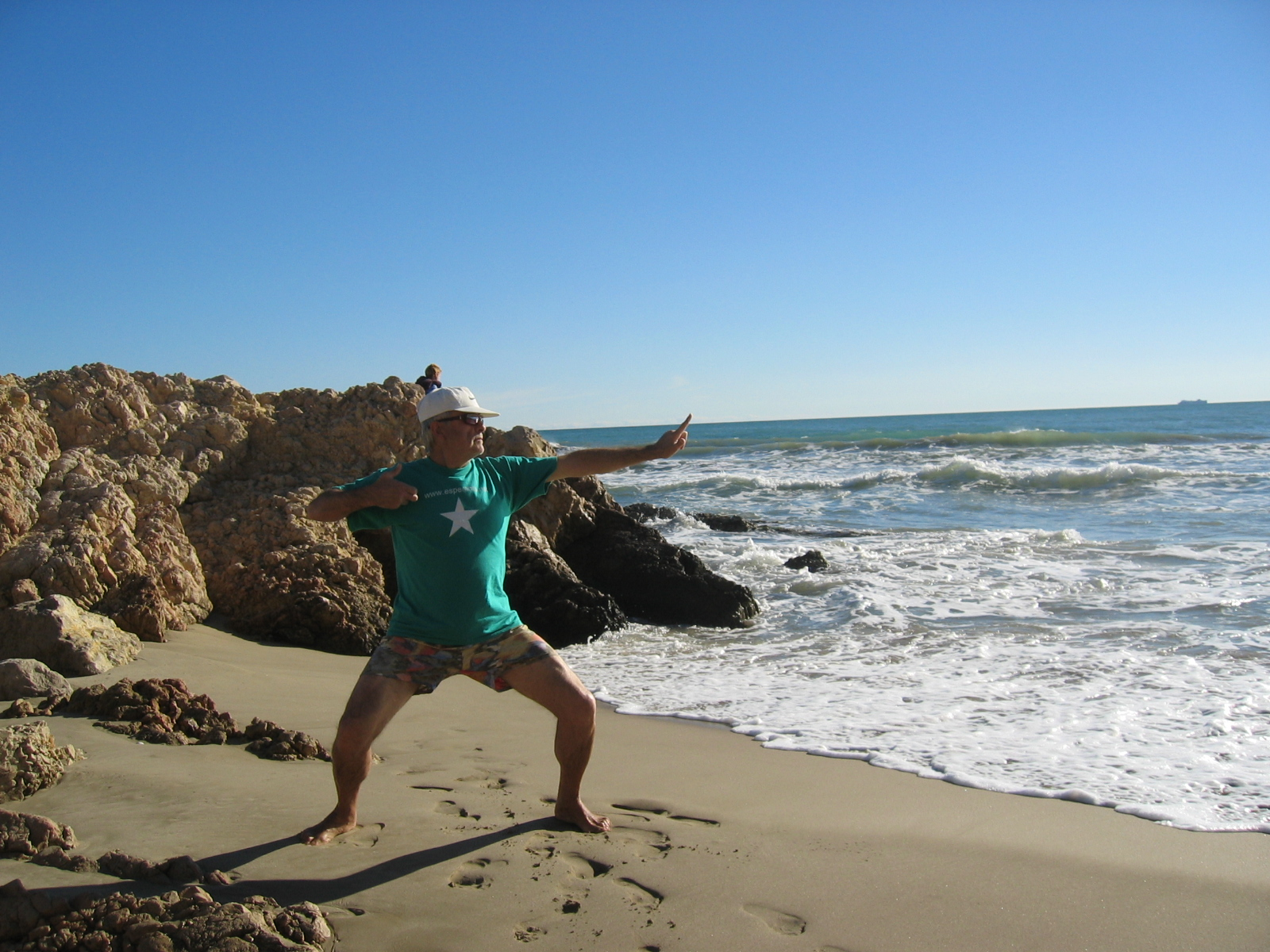
Đệ nhị Đoạn Cẩm: Tả Hữu Khai Cung Tự Xạ Điêu: Trái phải dương cung "như" bắn chim điêu
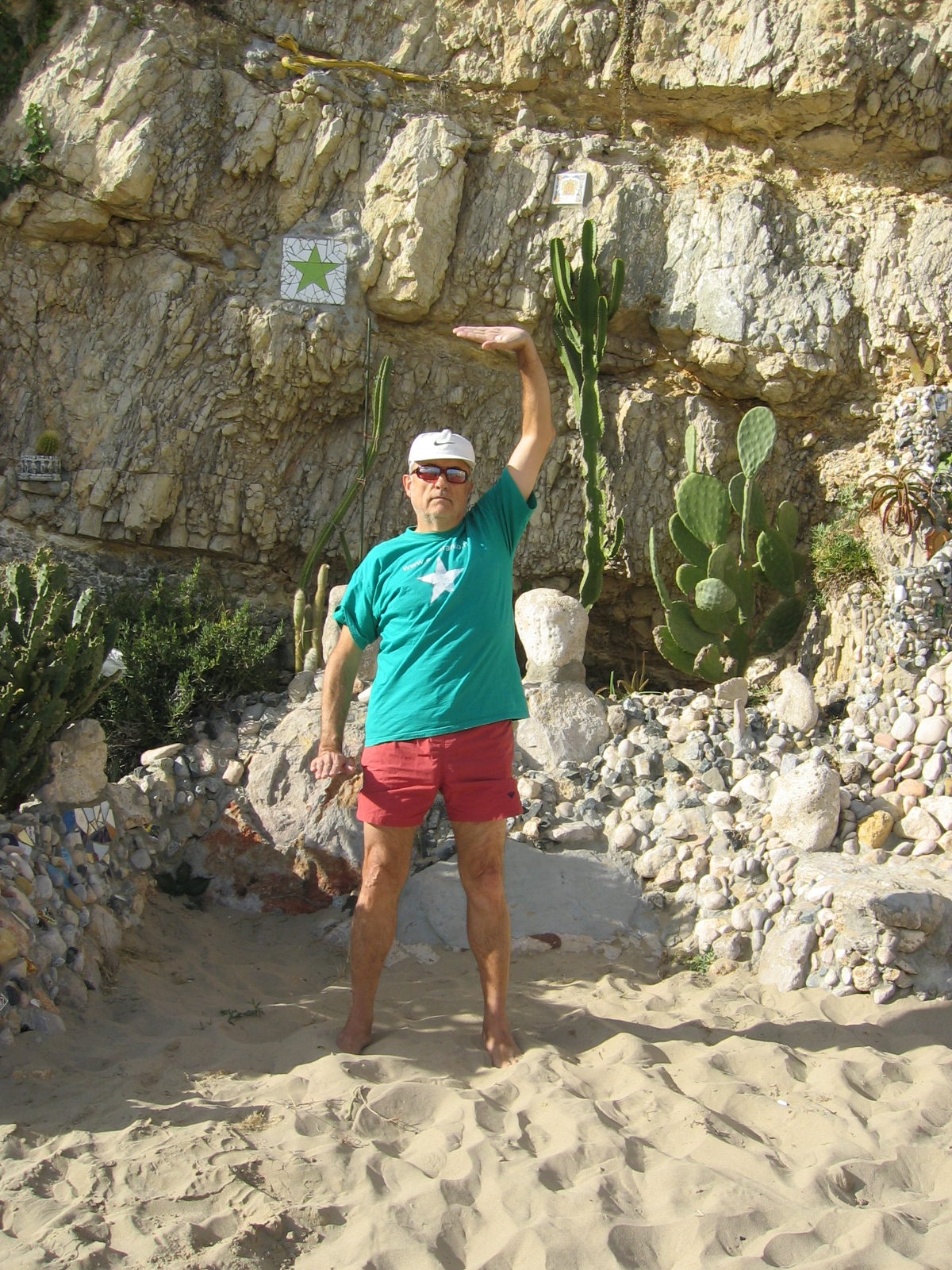
Đệ tam Đoạn Cẩm: Điều Lý Tỳ Vị Đơn Cử Thủ: Đưa một tay lên để điều trị tỳ vị
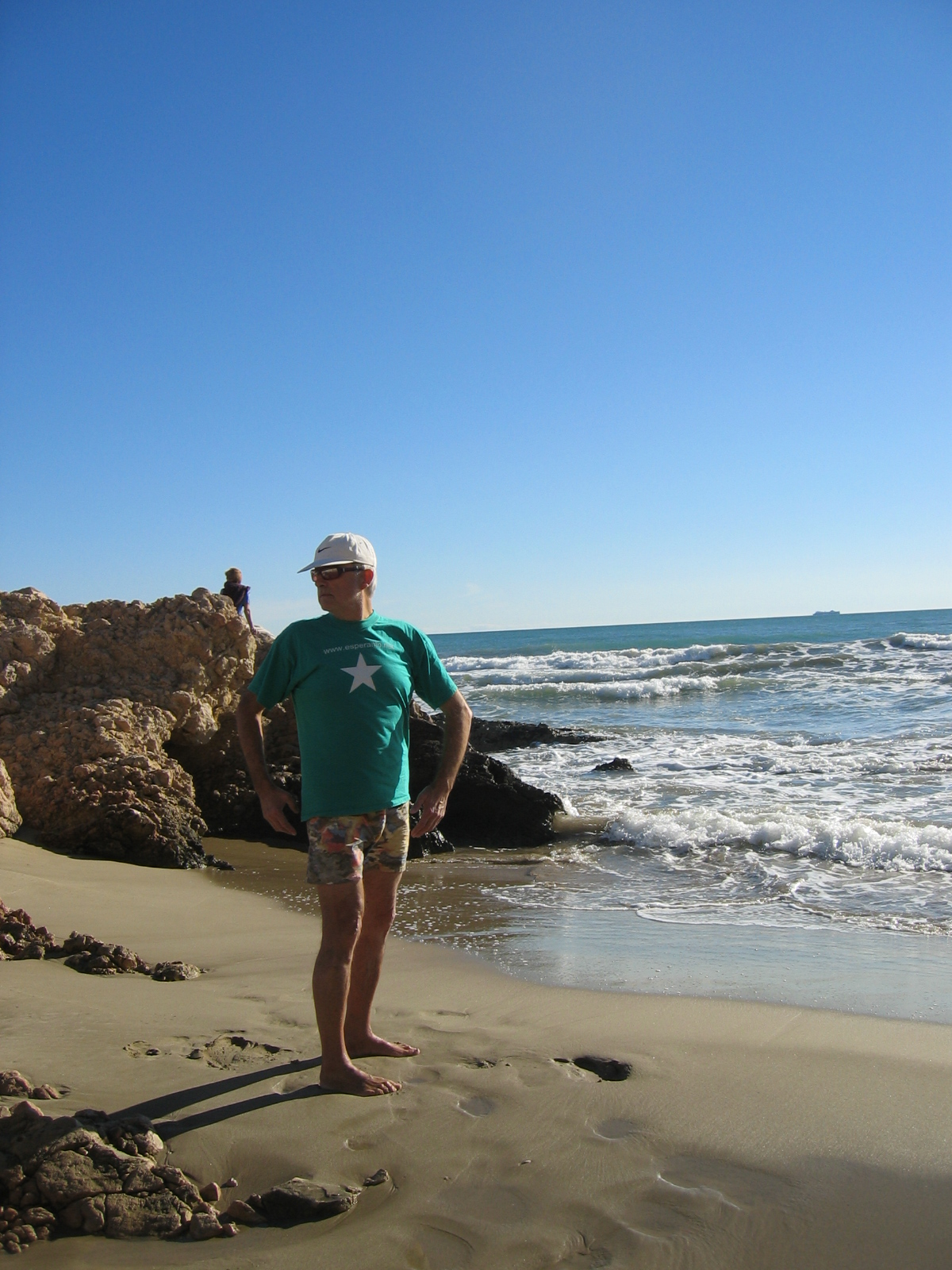
Đệ tứ Đoạn Cẩm: Ngũ Lao Thất Thương Vọng Hậu Tiền: Liếc nhìn phía sau chữa trị các bệnh Lao Thương
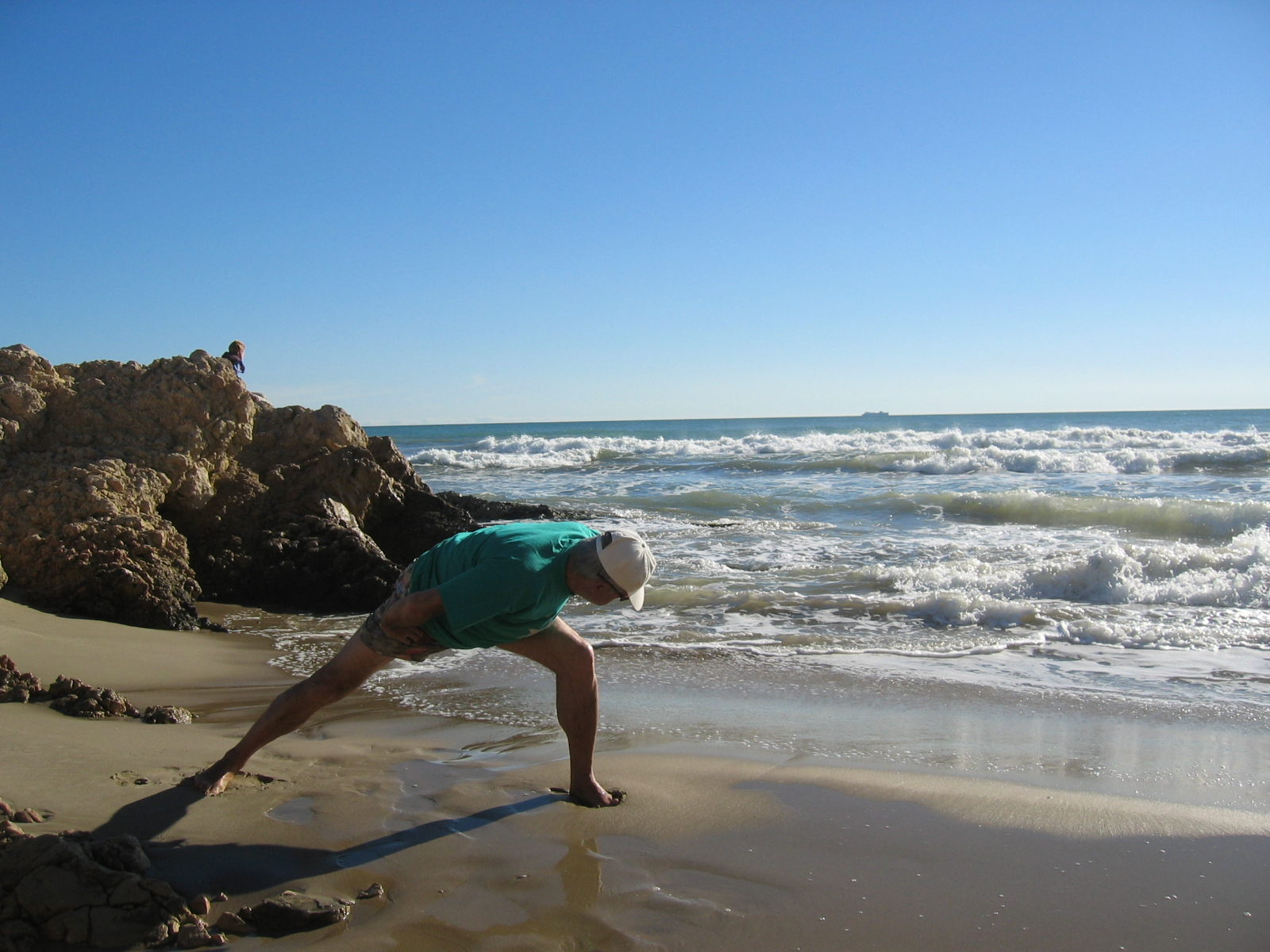
Đệ ngũ Đoạn Cẩm: Dao Đầu Bài Vĩ Khứ Tâm Hỏa: Lắc đầu vẫy đuôi dứt "bỏ" tính nóng nảy
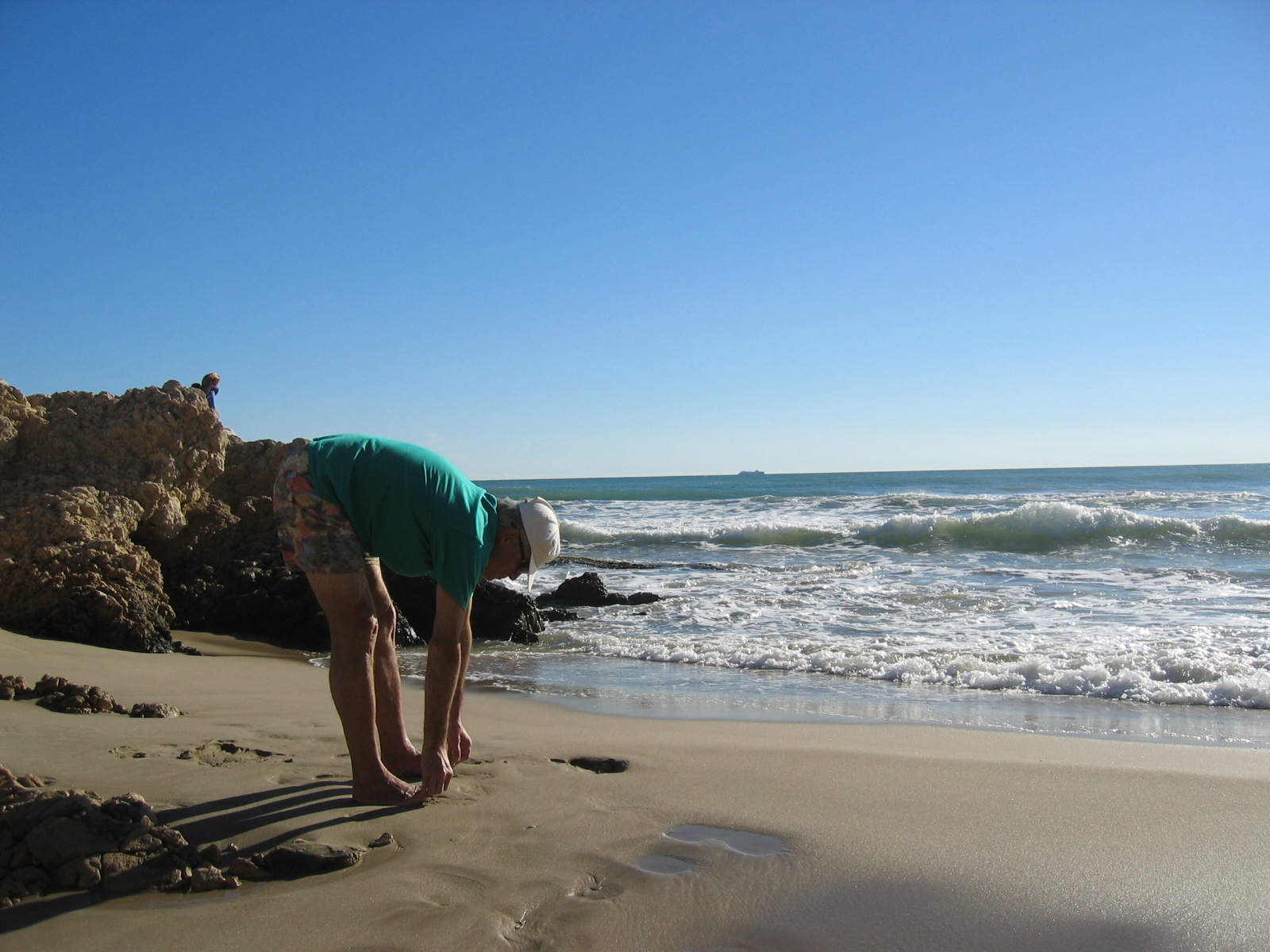
Đệ lục Đoạn Cẩm: Bối Hậu Thất Điên Bách Bệnh Tiêu: Sờ xương cụt 7 lần trăm bệnh tiêu
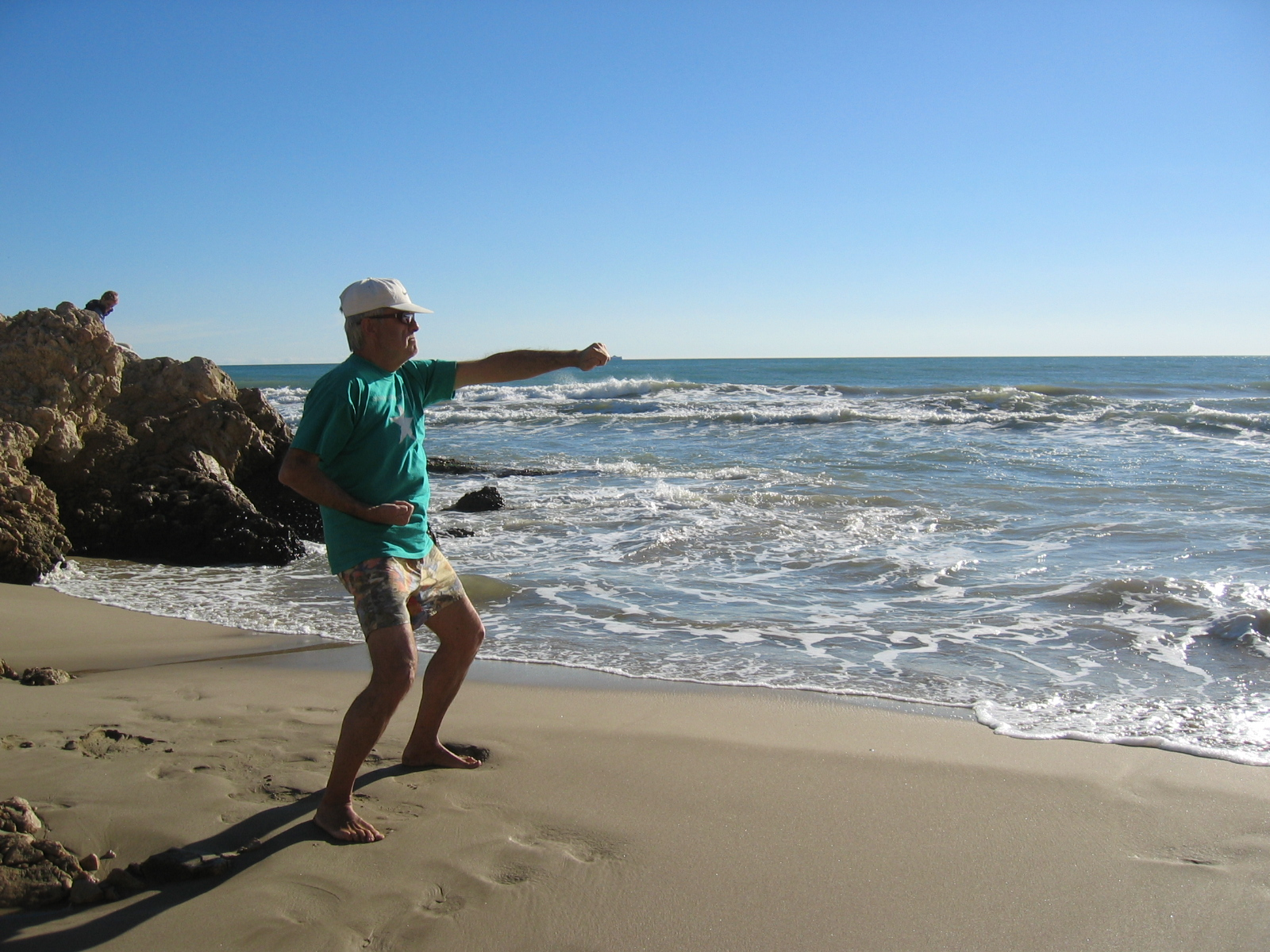
Đệ thất Đoạn Cẩm: Toàn Quyền Nộ Mục Tăng Khí Lực: Nắm chặt quyền, mắt giận, tăng khí lực
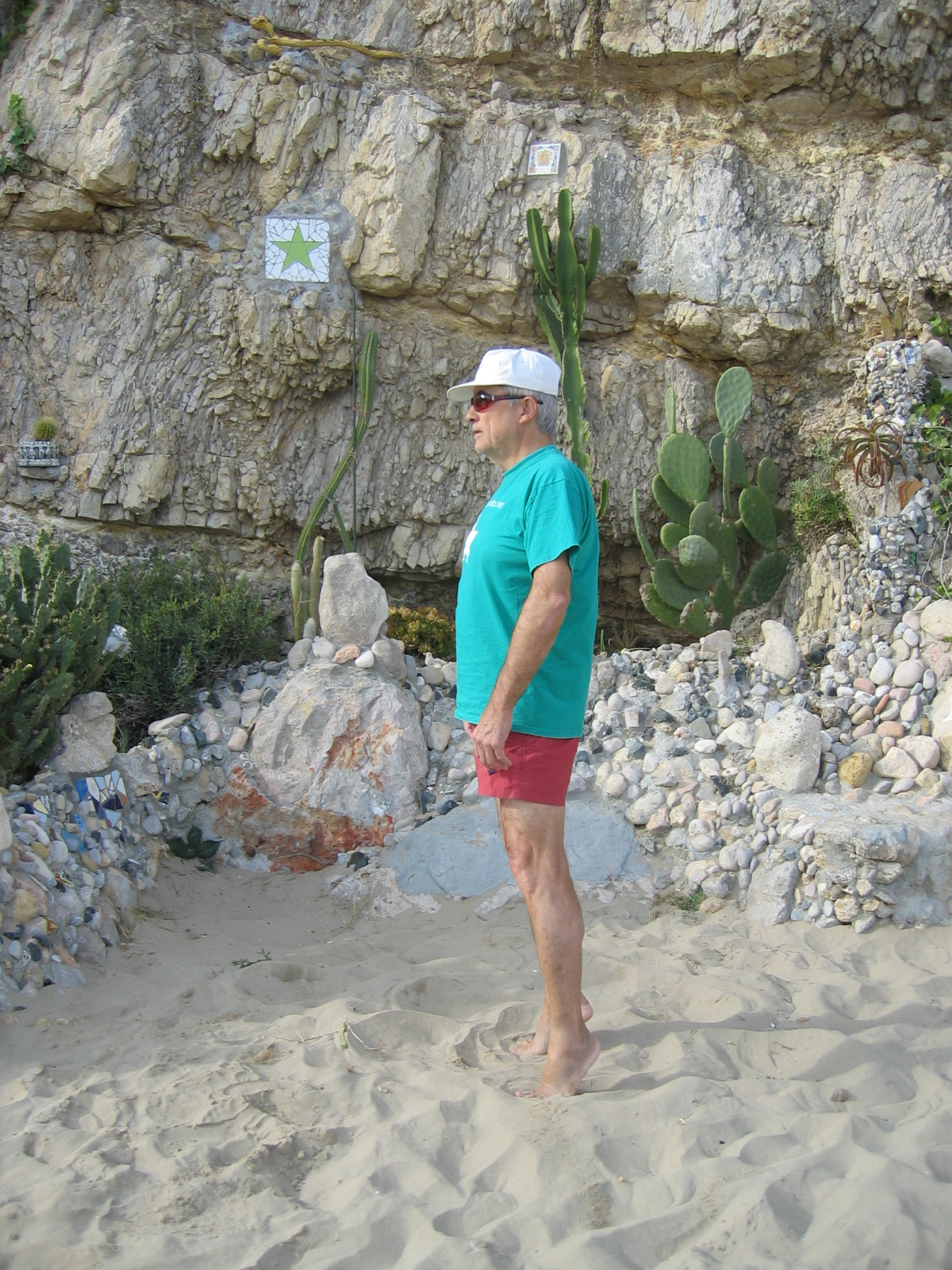
Đệ bát Đoạn Cẩm: Lưỡng Thủ Phan Túc Cố Thận Eo: Hai tay kéo hai chân bền thận eo